# Syzeuctus felis
Syzeuctus felis är en stekelart som beskrevs av André Seyrig 1932. Syzeuctus felis ingår i släktet Syzeuctus och familjen brokparasitsteklar. Inga underarter finns listade i Catalogue of Life.